# Nedre Fättjarn
Nedre Fättjarn är en sjö i Vilhelmina kommun i Lappland och ingår i Ångermanälvens huvudavrinningsområde. Sjön är 47,5 meter djup, har en yta på 1,81 kvadratkilometer och befinner sig 557,1 meter över havet. Sjön avvattnas av vattendraget Vojmån.

## Delavrinningsområde
Nedre Fättjarn ingår i det delavrinningsområde (724346-147460) som SMHI kallar för Utloppet av Nedre Fättjarn. Medelhöjden är 730 meter över havet och ytan är 15,88 kvadratkilometer. Räknas de 40 avrinningsområdena uppströms in blir den ackumulerade arean 387,36 kvadratkilometer. Vojmån som avvattnar avrinningsområdet har biflödesordning 2, vilket innebär att vattnet flödar genom totalt 2 vattendrag innan det når havet efter 431 kilometer. Avrinningsområdet består mestadels av skog (55 procent) och kalfjäll (34 procent). Avrinningsområdet har 1,81 kvadratkilometer vattenytor vilket ger det en sjöprocent på 11,4 procent.